# 穆罕默德·哈桑宁·海卡尔
穆罕默德·哈桑宁·海卡尔(1923年9月23日—2016年2月17日，阿拉伯语：‎, Mohamed Hassanein Heikal ）是埃及及阿拉伯世界著名的新闻记者及时事评论员。他在1957–1974的17年间担任开罗《金字塔报》主编。他曾是埃及总统纳赛尔的知己和顾问，也是萨达特总统初期的顾问。他参与了纳赛尔时代一系列重大问题的决策，并一度在政府内任职,,担任总统新闻顾问。1973年，他访问中国，会见了乔冠华。从2004年起，他在半岛电视台主持一个非常受欢迎的评论节目。

## 著作中译本
- 《开罗文件》1974年
- 《苏联人同阿拉伯人关系史话》，星灿译，新华出版社，1979年
- 《萨达特遇刺记》1987年